# بندر جاسك
 مدينة جاسك  (بالفارسية: بندر جاسک) مدينة كبيرة وميناء على ساحل البحر، تتبع مقاطعة جاسك (بالفارسية: شهرستان بندر جاسک) ، وتقع في محافظة هرمزگان في جنوب إيران. وهي عاصمة مقاطعة جاسك.

## السكان
يبلغ عدد سكان «مدينة جاسك » حسب تعداد السكان لعام 2006 للميلاد، (12134) نسمة.
سكان مدينة جاسك من البلوش ذو الأصول العربية وحسب خارطة توزيع القوميات في إيران تم تصنيفهم من العرب. عائلة سرواشي هي الأكبر في هذه المدينة حيث اشتهروا بالصيد وتصنيع القوارب الخشبية.